# Sânzieni
Sânzieni is een Roemeense gemeente in het district Covasna.
Sânzieni telt 4650 inwoners.

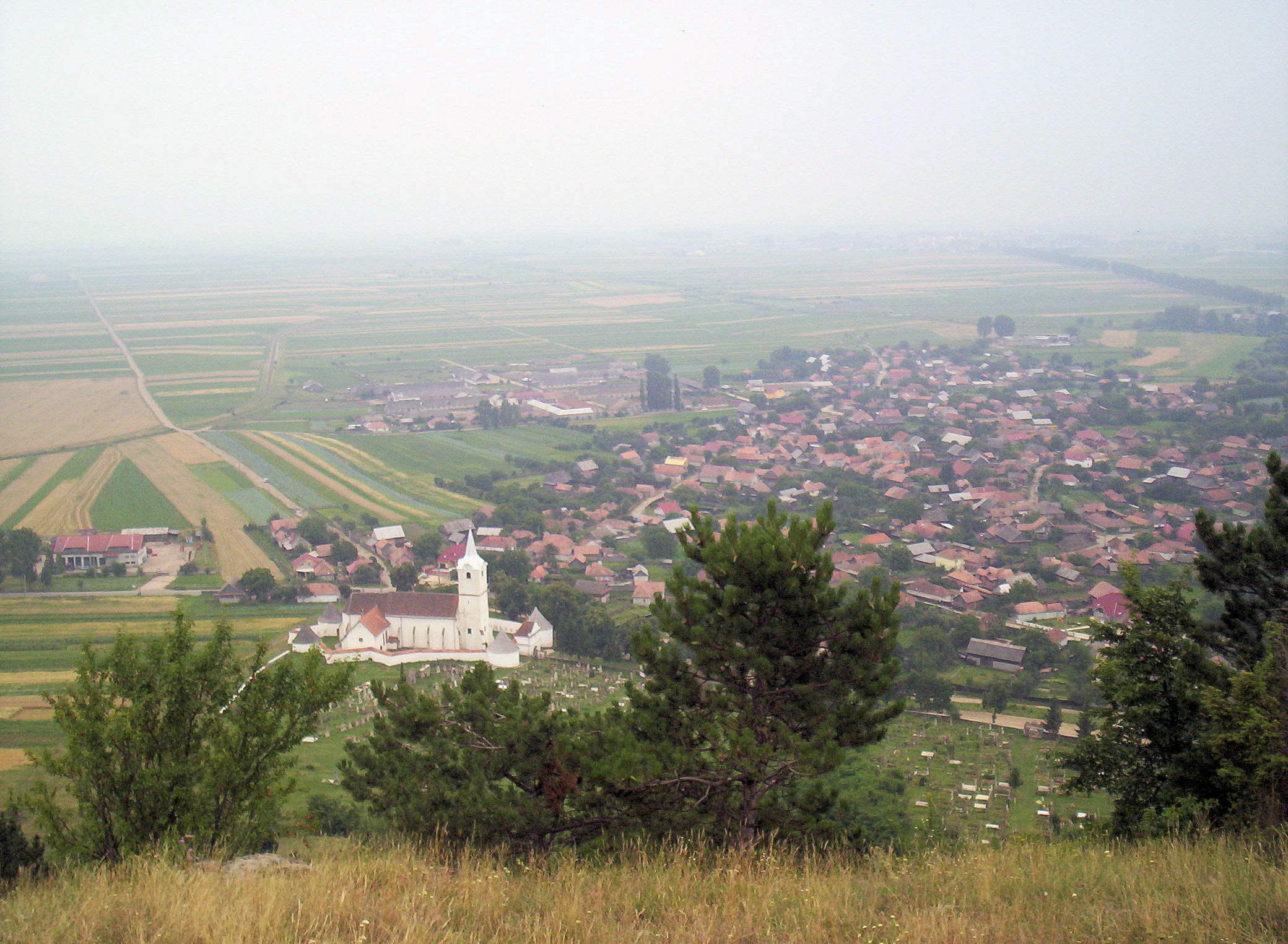
Kézdiszentlélek
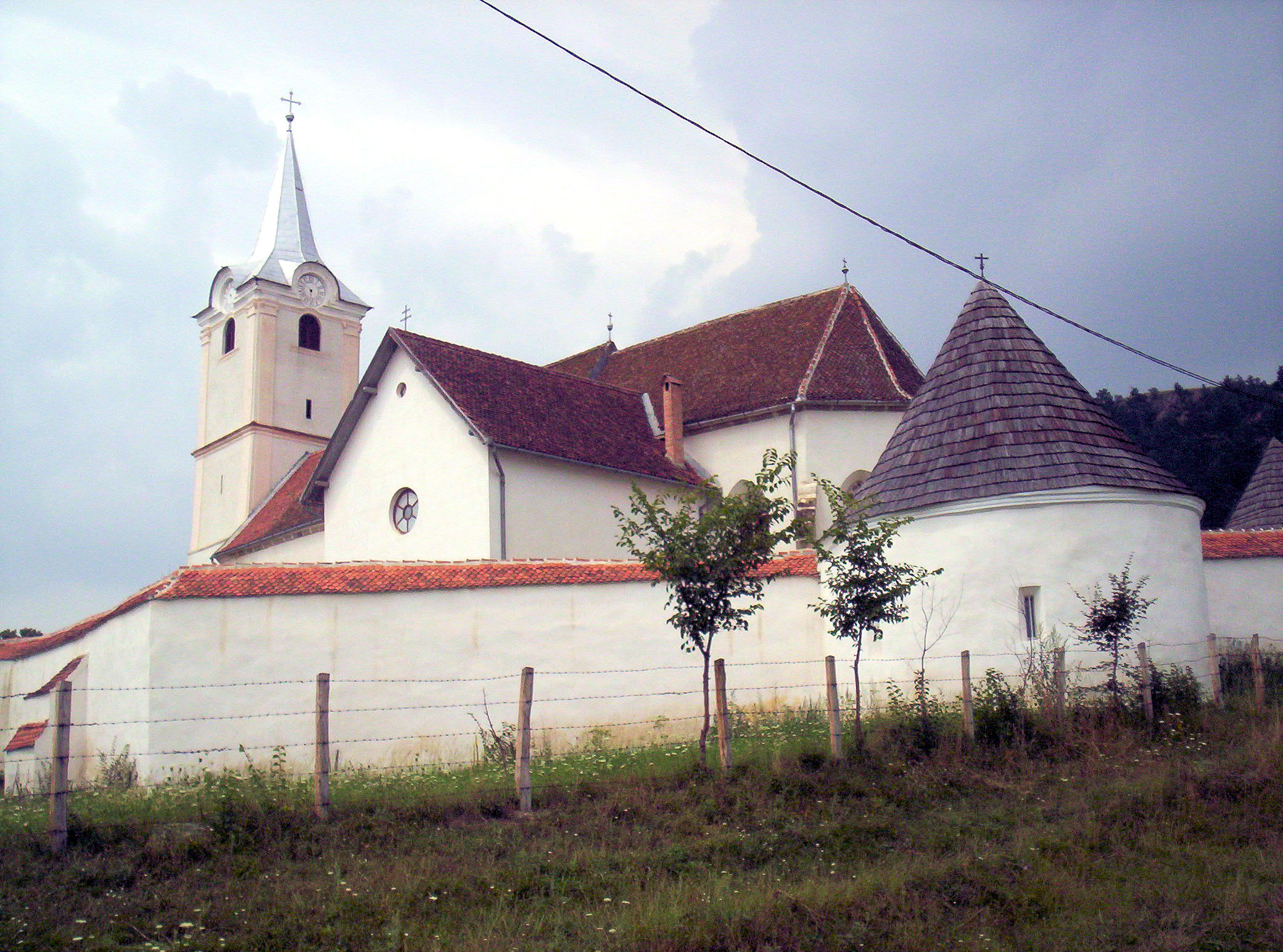
Kerk van Kézdiszentlélek